# Cercocarpus
Cercocarpus, conegut en anglès com mountain mahogany, és un petit gènere amb cinc o sis espècies d'arbusts caducifolis o arbrets dins la família rosàcia. És natiu de l'oest dels Estats Units i nord de Mèxic on criexen en els hàbitats del chaparral i del semidesert,sovint a gran altitud. Arriben, típicament, a de 3 a 6 m d'alt i excepcionalment a 13 m.

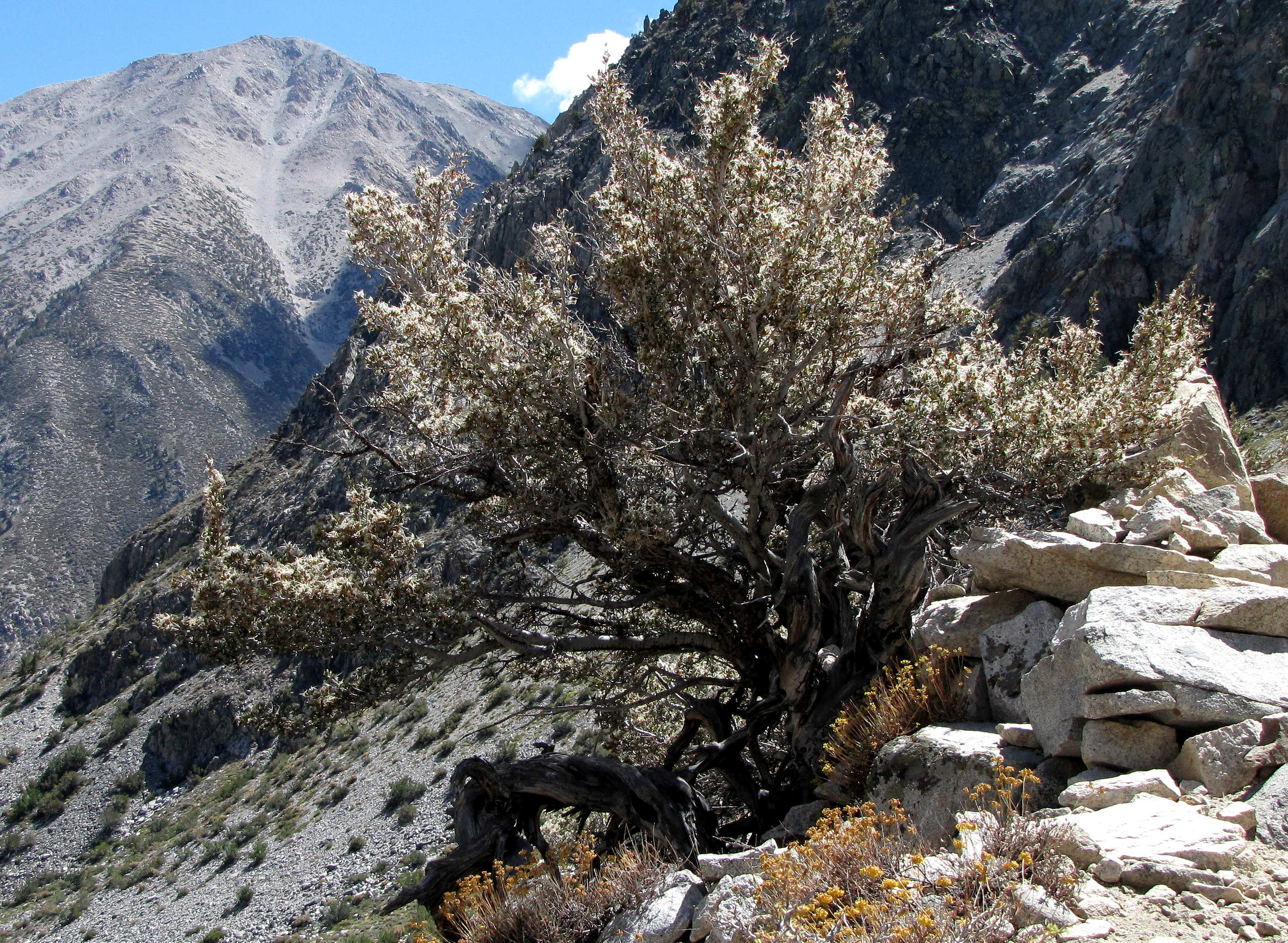
Cercocarpus Ledifolius en el centre de Nevada

La classificació de Cercocarpus dins les rosàcies no és clara. Abans estava dins la subfamília Rosoideae, però actualment és dins la subfamília Dryadoideae.

## Algunes espècies
- Cercocarpus betuloides - Birchleaf mountain mahogany
- Cercocarpus breviflorus - Hairy mountain mahogany'
- Cercocarpus intricatus - Littleleaf mountain mahogany
- Cercocarpus ledifolius - Curlleaf mountain mahogany
- Cercocarpus montanus - Alderleaf mountain mahogany
- Cercocarpus traskiae - Catalina Island Mountain mahogany